# Dresdner Sport-Club

Dresdner SC Fahne

Der Dresdner Sport-Club e. V. war ein bekannter Sportverein in Dresden von 1898 bis 1946.

## Geschichte

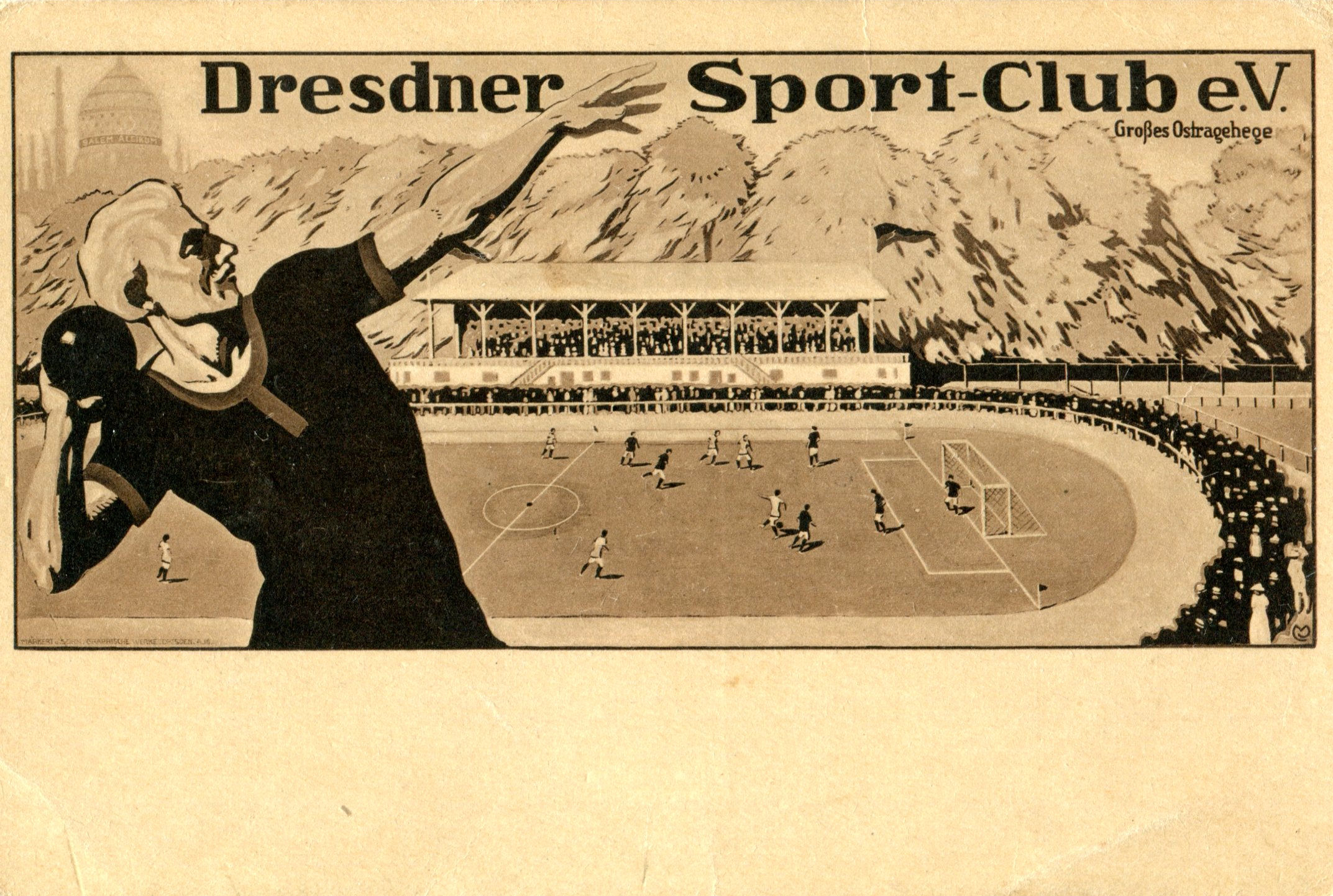
Eröffnungsplakat für das neue Stadion am Ostragehege

Am 30. April 1898 gründeten fünf junge Männer den Dresdner Sport-Club in Dresden. Sie waren kurz vorher aus dem Neuen Dresdner Fußball-Club ausgetreten, da sie auch andere Sportarten aufnehmen wollten.
Es wurden zunächst eine Fußballmannschaft sowie eine Leichtathletik-Abteilung gebildet.
1913 erfolgte der Eintrag in das Vereinsregister der Stadt Dresden. Sportstätte war das Stadion am Ostragehege.
Bis zum Januar 1945 wurden Sportveranstaltungen durchgeführt.
Ab Mai 1945 war der Dresdner SC verboten. Sein Vermögen und die Sportstätten wurden beschlagnahmt. 1946 wurde er aus dem Handelsregister gelöscht.
Viele Mitglieder, Sportler und Funktionäre schlossen sich zunächst der neuen SG Friedrichstadt an, andere gingen in den Westen.
Nach deren Auflösung 1950 gingen auch die meisten verbliebenen ehemaligen DSC-Sportler und -Funktionäre nach West-Berlin oder in die Bundesrepublik.
Luise Krüger blieb in Dresden und wurde dort Sportdozentin.

## Fußball

### Übersicht

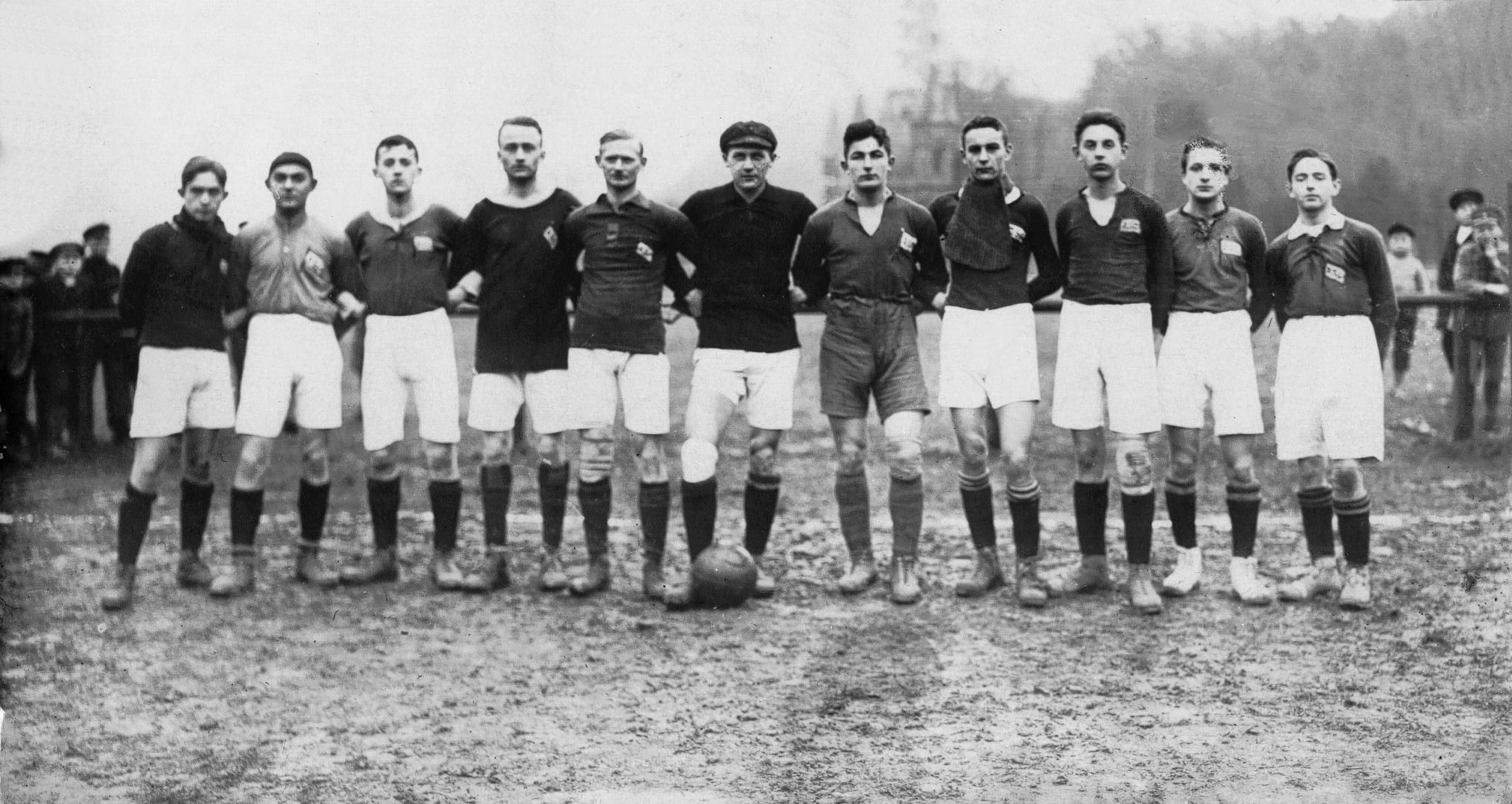
Dresdner SC 1921

Die Fußballmannschaft des Dresdner SC nahm seit 1901 an den Dresdner Stadtmeisterschaften teil. Die größten Erfolge waren
- Mitteldeutscher Meister: 1904/05, 1925/26, 1928/29, 1929/30, 1930/31 und 1932/33 (danach nicht mehr ausgetragen)
- Mitteldeutscher Pokalsieger: 1927/28, 1932/33
- Sächsischer Meister 1940
- Tschammerpokalsieger: 1940 und 1941
- deutscher „Superpokalsieger“ 1940 (ein damals nicht verwendetes Wort. Es handelte sich um ein Privatspiel, das auch als „Herausforderungskampf“ bezeichnet wurde)[1]
- Deutscher Meister: 1942/43 und 1943/44.[2]

### Meisterschaftsendspiele
Der erste deutsche Meistertitel gelang gegen den SV Saarbrücken mit 3:0 im Berliner Olympiastadion vor etwa 80.000 Zuschauern am 27. Juni 1943. Zur Mannschaft gehörten Willibald Kreß – Herbert Pechan, Heinz Hempel – Herbert Pohl, Walter Dzur, Helmut Schubert – Heiner Kugler, Heinrich Schaffer, Richard Hofmann, Helmut Schön, Franz Erdl, mit dem Trainer Georg Köhler.
Das Endspiel um die letzte deutsche Kriegs-Meisterschaft 1943/44 wurde gegen den Luftwaffen-SV Hamburg mit 4:0 im Berliner Olympiastadion am 18. Juni 1944 gewonnen.
Zur Mannschaft gehörten Willibald Kreß – Fritz Belger, Heinz Hempel – Herbert Pohl, Walter Dzur, Helmut Schubert – Rudi Voigtmann, Helmut Schön, Fritz Machate, Richard Hofmann, Heinrich Schaffer, mit dem Trainer Georg Köhler.

### Sächsische Meisterschaften 1933/34 bis 1944/45
Die Gauliga Sachsen war die höchste mögliche Spielklasse seit 1933/34 (als Nachfolger der Mitteldeutschen Meisterschaft). Der Sieger bestritt danach weitere Spiele gegen Mannschaften aus anderen Ligen um die Deutsche Meisterschaft, meist im K.-o.-System.
| Saison  | Platz | Tore   | Punkte |
| ------- | ----- | ------ | ------ |
| 1933/34 | 1.    | 076:21 | 34-06  |
| 1934/35 | 2.    | 053:18 | 26-10  |
| 1935/36 | 2.    | 038:17 | 25-11  |
| 1936/37 | 4.    | 031:27 | 20-16  |
| 1937/38 | 4.    | 046:26 | 23-13  |
| 1938/39 | 1.    | 041:19 | 26-10  |
| 1939/40 | 1.    | 039:09 | 18-02  |
| 1940/41 | 1.    | 126:22 | 42-02  |
| 1941/42 | 2.    | 078:33 | 28-08  |
| 1942/43 | 1.    | 136:14 | 36-0   |
| 1943/44 | 1.    | 102:17 | 32-04  |
| 1944/45 | –     | 023:01 | 05-01  |

### Nationalspieler
Die bekanntesten Fußballer des Dresdner SC waren die Nationalspieler Richard Hofmann, Helmut Schön und Willibald Kreß.
- Helmut Schön, 16 Spiele, 1937–1941, 17 Tore
- Richard Hofmann 13, 1927–1933 (außerdem  6 für SC Meerane 07)
- Willibald Kreß, 16, 1929–1934 (auch für Rot-Weiß Frankfurt)
- Georg Köhler, 5, 1925–1928
- Hugo Mantel, 5, 1927–1933 (auch für Eintracht Frankfurt)
- Walter Dzur, 3, 1940–1941
- Helmut Schubert, 3, 1941
- Richard Gedlich, 2, 1926–1927
- Friedrich Müller, 2, 1931
- Herbert Pohl, 2, 1941
- Arno Neumann, 1, 1908
- Martin Haftmann, 1, 1927
- Rudolf Berthold, 1, 1928
- Karl Schlösser, 1, 1931
- Kurt Stössel, 1, 1931

### Trainer
(Auswahl)
- 1907–1914: John Cameron
- 1925: Jimmy Hogan
- 1932–1933: Hans Sauerwein
- 1935–1944: Georg Köhler
- 1935–1937: Hans-Josef Kretschmann

Helmut Schön war 1974 Trainer der westdeutschen Weltmeisterelf.

## Weitere Sportarten

### Leichtathletik

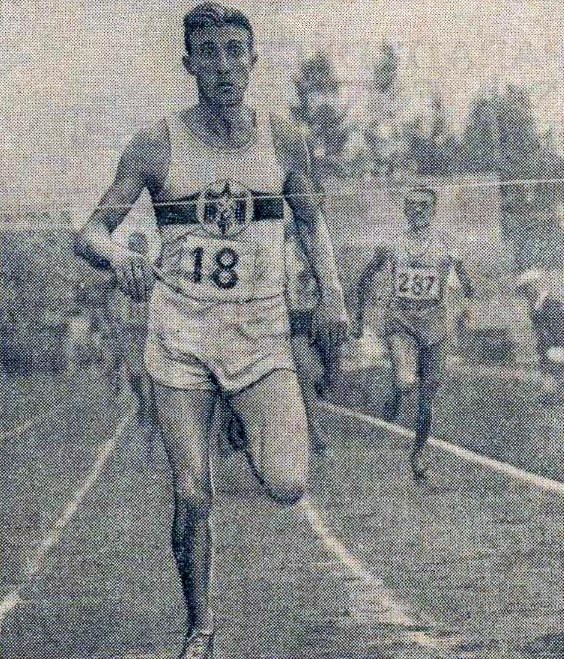
Rudolf Harbig bei seinem 800-Meter-Europameisterlauf 1938

Die Leichtathletikabteilung bestand seit der Vereinsgründung 1898. Sie brachte einige erfolgreiche Sportler hervor.
- Rudolf Harbig wurde zweifacher Europameister 1938, Staffelolympiadritter 1936, sechsfacher Weltrekordler und siebenfacher deutscher Meister.
- Käthe Krauß wurde Olympiadritte  1936, Staffel-Europameisterin 1938 und vielfache deutsche Meisterin.
- Luise Krüger wurde Olympiazweite 1936 im Speerwerfen und zweifache deutsche Meisterin.

### Sonstige Sportarten
Weitere Sportarten waren
- Radsport, seit 1898

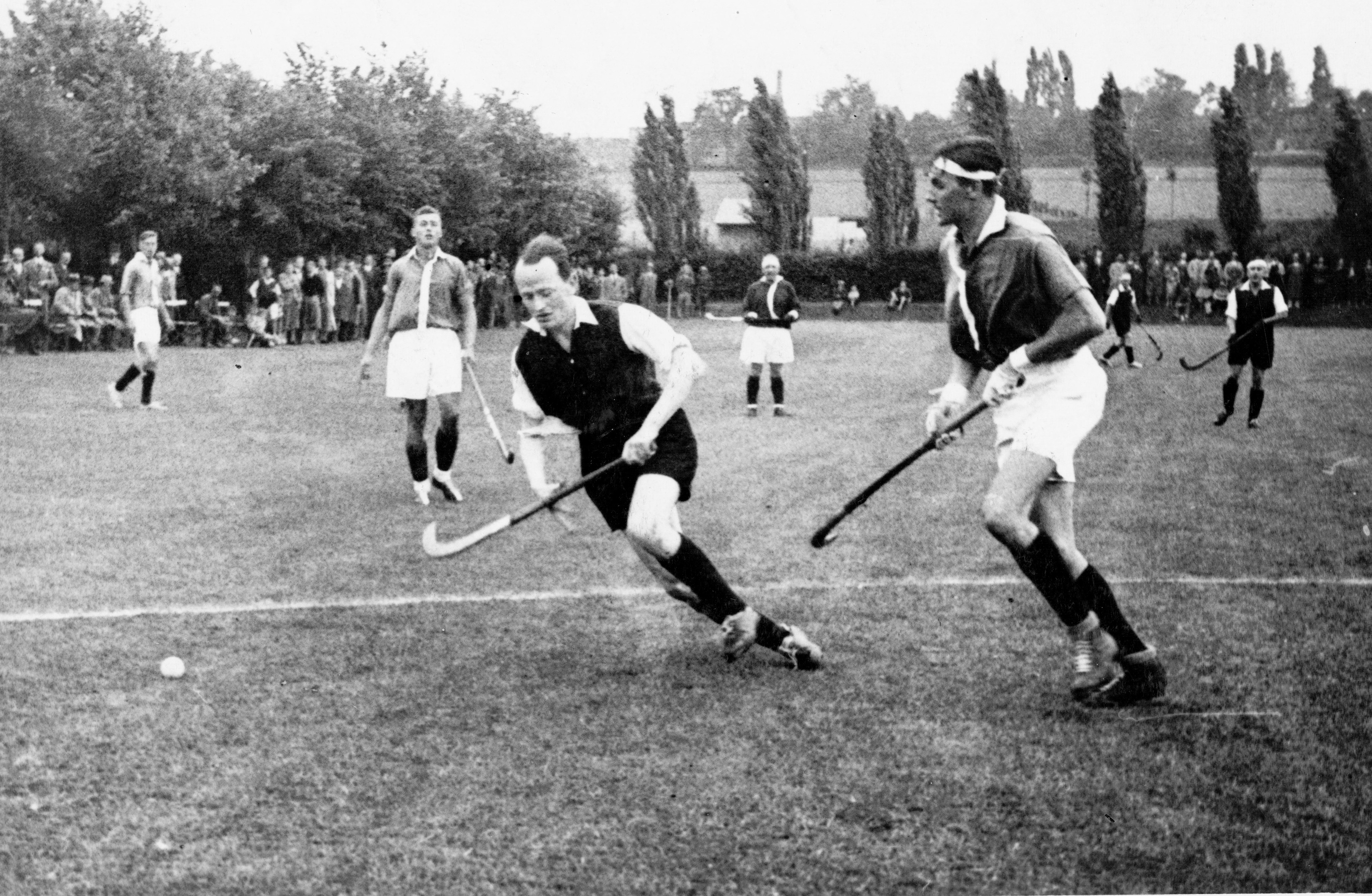
Entscheidungsspiel um die Sächsische Hockeymeisterschaft 1935

- Fechten, ab Herbst 1901, später aufgelöst
- Tischtennis, seit 1901, seit 9. Januar 1931 und 5. November 1936
- Kricket,  ab 15. Juli 1905
- Tennis, seit 1901, Neugründungen 1910 und 20. März 1913, Auflösung im Sommer 1918
- Schlittschuhlaufen, seit 1901
- weiterer Wintersport, seit 1913
- Schlagball, seit 1916
- Hockey, seit August 1915 von Dresdner Gymnasiasten auf Initiative von Arno Neumann, 1917 wieder eingestellt, danach neu gegründet
- Schlagball, seit 1916
- Korbball, seit 1919
- Trommelball, seit 1919
- Turnen seit 1919
- Gewichtheben, Ringen, Boxen, seit 1920
- Handball, seit 1920 und seit 1923, seit 1939/40 in der Bezirksklasse Sachsen
- Boxen, eigene Abteilung seit August 1922 und seit  1924
- Faustball, seit 1926
- Kanu, seit 1928
- Pushball, seit 1928
- Schwimmen, seit 1935 durch Eugen Fritzsche begründet